# ماتئو توساتو
ماتئو توساتو (ایتالیایی: Matteo Tosatto؛ زادهٔ ۱۴ مهٔ ۱۹۷۴) دوچرخه‌سوار اهل ایتالیا است.
از باشگاه‌هایی که در آن رکاب زده‌است می‌توان به تیم تینکوف، ام‌جی مالیفیچو، السیو-بیانکی، فاسا بورتولو، و تیم کوئیک‌استپ فلورز اشاره کرد.